# Sister Princess
Sister Princess (シスター・プリンセス?, Shisutā Purinsesu) è un popolare franchise giapponese creato da Sakurako Kimino ed illustrato da Naoto Tenhiro. La serie di Sister Princess è iniziata come una serie di light novel serializzate fra il 1999 ed il 2003. Nel 2001 sono stati pubblicati una serie manga ed un videogioco per Sony PlayStation, successivamente adattato anche per Game Boy Advance. Sister Princess è stato trasposto anche in due serie televisive anime, una nel 2001 e l'altra intitolata Sister Princess ～Re Pure～ nel 2002.

## La storia
La storia di Sister Princess può essere rintracciata nel marzo 1999, quando apparve per la prima volta nel mensile Dengeki G's Magazine. Originariamente, la storia ruotava intorno a soltanto nove sorelle, non dodici. Ai lettori fu data la possibilità di votare la loro sorella preferita fra le protagoniste dei racconti, ed in seguito al responso positivo del pubblico, la rivista decise di rendere Sister Princess una serie fissa.
Nel marzo 2000 fu presa una decisione per rinnovare la serie, pubblicando delle finte lettere scritte dalle protagoniste della storia al loro amato fratello. In questa occasione furono aggiunte tre nuove sorelle alle nove già esistenti: Haruka, proveniente dalla Germania; Yotsuba, proveniente dall'Inghilterra; ed Aria, proveniente dalla Francia.
Un anno dopo, l'8 marzo 2001, un videogioco per Sister Princess fu pubblicato per Sony PlayStation. Il videogioco vede protagonista il personaggio del fratello maggiore che nella trama del videogioco trascorre un mese con le dodici sorelle. Il videogioco include grafica originale realizzata appositamente da Naoto Tenhiro. Nella sua prima settimana di pubblicazione, il videogioco è stato il terzo più venduto in Giappone.
Nel luglio dello stesso anno, una nuova serie di storie è iniziata su Dengeki G's, ed è durata sino ad aprile 2002. Mentre la rivista si apprestava ad un ennesimo rinnovamento della serie di racconti Sister Princess per l'edizione di maggio, venne pubblicata una nuova edizione del videogioco, che comprendeva oltre al gioco originale due side story ambientate a Natale e san Valentino, ed adattata anche per Sega Dreamcast. on Mar 28, 2002. Successivamente sono stati pubblicati due sequel del videogioco Sister Princess 2 e Sister Princess RePure.
Nel settembre 2003, Dengeki G's ha interrotto la pubblicazione di Sister Princess, sostituendola con un'altra serie divenuta col tempo molto popolare Futakoi. Nonostante le richieste dei fans, in seguito non è stata pubblicata più alcune light novel di Sister Princess.
La descrizione degli eventi della prima stagione animata di Sister Princess andata in onda per ventisei episodi fra l'aprile ed il settembre 2001 non viene considerata canonica da parte della MediaWorks e dei fan, ed è più spesso accettata come ambientata in un universo parallelo. Il sequel dell'anime intitolato Sister Princess RePure, ed andato in onda per tredici episodi fra l'ottobre ed il dicembre 2002, è invece molto più fedele alla storia raccontata nelle light novel.

## Trama
Wataru Minakami è uno studente modello che però per una serie di eventi non è riuscito a passare gli esami d'ingresso per una prestigiosa università. Tuttavia, Wataru è riuscito a passare gli esami d'ingresso per la Stargazer Hill Academy, che si trova in un misterioso posto chiamato Isola promessa. Su richiesta del padre, Wataru viene condotto sull'isola, e prima ancora che sia riuscito a stabilirsi, una dozzina di bellissime ragazze gli si presentano, dichiarando di essere sue sorelle più giovani. Man mano Wataru si affeziona sempre più alle nuove sorelle, mentre tenta di scoprire il motivo per il quale le ragazze furono isolate sull'isola.

## Personaggi
Aria (亞里亞?)
Doppiata da Nana Mizuki
Chikage (千影?)
Doppiata da Ayako Kawasumi
Haruka (春歌?)
Doppiata da  Yumi Kakazu
Hinako (雛子?)
Doppiata da Chiemi Chiba
Kaho (花穂?)
Doppiata da Hisayo Mochizuki
Karen (可憐?)
Doppiata da Natsuko Kuwatani
Mamoru (衛?)
Doppiata da Yumiko Kobayashi
Marie (鞠絵?)
Doppiata da Ryouka Yuzuki
Rinrin (鈴凛?)
Doppiata da Chiro Kanzaki
Sakuya (咲耶?)
Doppiata da Yui Horie
Shirayuki (白雪?)
Doppiata da Kumiko Yokote
Yotsuba (四葉?)
Doppiata da Tomoe Hanba
Wataru Minakami (海神 航?, Minakami Wataru)
Doppiato da Kenji Nojima

## Adattamenti

### Videogioco
Nel videogioco Sister Princess il giocatore controlla il personaggio di un giovane uomo che vive insieme con dodici bellissime sorelle, ognuna delle quali si distingue per personalità e tratti distintivi.
Il gioco si svolge come un simulatore di appuntamenti, in cui nell'arco temporale di un mese, il giocatore approfondirà il proprio rapporto con le dodici ragazze, ed il finale del gioco cambierà a seconda del grado di relazione raggiunto con ciascuna sorella. Esistono infatti due differenti finali per ogni sorella: uno "normale" ed uno alternativo "non incestuoso", in cui il personaggio controllato dal giocatore scoprirà che la ragazza con la quale ha maggiormente approfondito il suo rapporto non è sua sorella di sangue. Nel caso delle sorelle più adulte, nel finale potrebbe esserci anche un matrimonio.
A differenza di molti giochi simili, Sister Princess non contiene alcun elemento hentai, ne lolicon, ed anzi è contraddistinto da una atmosfera molto zuccherosa, tipica dei prodotti considerati kawaii dai fans. Anche a causa di questo fattore la casa software GIGA ha prodotto un knockoff hentai di Sister Princess, intitolato Colorful Kiss.
Sono stati prodotti vari sequel del videogioco fra cui Sister Princess Pure Stories Sister Princess 2 e Sister Princess RePure.

#### Lista dei videogiochi
- Sister Princess (PlayStation, 2001)
- Sister Princess -Pure Stories- (PlayStation, 2001)
- Sister Princess Premium Edition (Dreamcast, 2002)
- Sister Princess 2 (PlayStation, 2002)
- Sister Princess + Sister Princess -Pure Stories- (Dreamcast, 2003)
- Sister Princess -Re Pure- (Game Boy Advance, 2003)
- Sister Princess 2 Premium Fan Disc (PlayStation, 2003)

### AnimeSister Princess

#### Episodi
| Nº       | Titolo italiano Giapponese 「Kanji」 - Rōmaji                                                                                                   | In onda           | In onda |
| Nº       | Titolo italiano Giapponese 「Kanji」 - Rōmaji                                                                                                   | Giapponese        |         |
| Speciale | Sister Princess Eve 「シスター♥プリンセス 前夜祭」 - Shisuta ♥ Purinsesu Zenyasai                                                               | 28 marzo 2001     |         |
| Speciale | L'episodio è composto da una serie di interviste e documentari in cui vengono presentate le dodici protagoniste attraverso le loro doppiatrici. |                   |         |
| 1        | My Graduation 「僕のグラデュエーション」 - Boku no Guradyuēshon                                                                                 | 4 aprile 2001     |         |
| 2        | I Love Big Brother So Much! 「お兄ちゃん, 大好き!」 - Onii-chan, Daisuki!                                                                       | 11 aprile 2001    |         |
| 3        | Together With Dear Brother 「お兄様といっしょ」 - Onii-sama to Issho                                                                            | 18 aprile 2001    |         |
| 4        | Where's Mr. Teddy Bear? 「くまさんどこ?」 - Kuma-san, doko?                                                                                     | 25 aprile 2001    |         |
| 5        | E-mailing with Bro 「アニキとメール \(^◇^)/」 - Aniki to Mēru                                                                                   | 2 maggio 2001     |         |
| 6        | Twelve Gentle Princesses 「お兄ちゃんは王子様♥」 - Onii-chan wa Ojii-sama                                                                       | 9 maggio 2001     |         |
| 7        | Season of Love 「恋する季節」 - Koisuru Kisetsu                                                                                                 | 16 maggio 2001    |         |
| 8        | One Day Two of Us 「いつの日かふたりで」 - Itsu no Hika Futari de                                                                               | 23 maggio 2001    |         |
| 9        | Summer Has Come 「夏がきました」 - Natsu ga Kimashita                                                                                           | 30 maggio 2001    |         |
| 10       | Do Your Best, Big Bro! 「頑張って, あにぃ!」 - Gambatte, Anii!                                                                                  | 6 giugno 2001     |         |
| 11       | Secret Tour With Bro 「アニキとシークレットツアー」 - Aniki to Shīkuretto Tsuā                                                                  | 13 giugno 2001    |         |
| 12       | Vacation Is Love 「バカンスはラブよ♥」 - Bakansu wa Rabu yo                                                                                     | 20 giugno 2001    |         |
| 13       | Summer With Big Brother 「お兄ちゃんとの夏」 - Onii-chan to no Natsu                                                                            | 27 giugno 2001    |         |
| 14       | True Feelings 「本当のキモチ♥」 - Hontō no Kimochi                                                                                              | 4 luglio 2001     |         |
| 15       | Aria's Ribbon 「亞里亞のおリボン」 - Aria nō Ribon                                                                                              | 11 luglio 2001    |         |
| 16       | Kaho Will Do Her Best! 「花穂, がんばっちゃう!」 - Kaho, Ganbaccahau!                                                                           | 18 luglio 2001    |         |
| 17       | It's Moxibustion...Blush 「おキューですわ......ポッ♥」 - Okyū Desu wa... Po                                                                     | 25 luglio 2001    |         |
| 18       | ...Eternal...Vow... 「......永久の......契りを......」 - ...Eikyō no...Chigiri wo...                                                            | 1º agosto 2001    |         |
| 19       | Boxed Lunch of Love 「愛のお弁当ですのっ」 - Ai no Obentō Desu no                                                                               | 8 agosto 2001     |         |
| 20       | Christmas Love Destiny | 15 agosto 2001    |         |
| 21       | Me Two to Bro 「アニキにme two \(^o^)/〜♥」 - Aniki ni me two                                                                                   | 22 agosto 2001    |         |
| 22       | Check it Out, Brother Dearest! 「兄チャマ, チェキデス♥」 - Anichama, Chekkidesu                                                                 | 29 agosto 2001    |         |
| 23       | First Guest 「はじめてのお客様」 - Hajimete no Okyakusama                                                                                       | 5 settembre 2001  |         |
| 24       | Premonition of a Farewell 「さよならの予感」 - Sayonara no Yokan                                                                                | 12 settembre 2001 |         |
| 25       | I Want to See...Brother 「あいたい...お兄ちゃん」 - Aitai... Onii-chan                                                                          | 19 settembre 2001 |         |
| 26       | Promised Island 「約束の島」 - Yakusoku no Shima                                                                                                | 26 settembre 2001 |         |

#### Colonna sonora
Sigla di apertura
- Love Destiny cantata da Yui Horie

Sigla di chiusura
- Tsubasa cantata da Yui Horie

### AnimeSister Princess ～Re Pure～

#### Episodi
| Nº | Titolo italiano Giapponese 「Kanji」 - Rōmaji | In onda          | In onda |
| Nº | Titolo italiano Giapponese 「Kanji」 - Rōmaji | Giapponese       |         |
| 1  | Heart Days 「ハートデイズ」 - Hāto DeizuKaren: The Secret Locket 「可憐 - 可憐ちゃんとロケットの秘密」 - Karen: Karen-chan to Roketto no Himitsu                                                          | 2 ottobre 2002   |         |
| 2  | The Secret Garden 「秘密の花園...なの!」 - Himitsu no Hanazono... Nano!Mamoru: When I Play Soccer... 「衛 - サッカーをやる時は...」 - Mamoru: Sakka wo Yaru Toki wa...                                    | 9 ottobre 2002   |         |
| 3  | The Temptation of Chestnuts 「マロンの誘惑」 - Maron no YūwakuAria: The Day the Circus Came 「亞里亞 - サーカスが来た日」 - Aria: Sākasu ga Kita Hi                                                       | 16 ottobre 2002  |         |
| 4  | It's Sleepover Day 「えへへ...お泊まりの日です.」 - Ehehe... Otomari no Hi Desu.Hinako: Piyo-chan and the Rainy Frog 「雛子 - ピヨちゃんと雨降りカエル」 - Hinako: Piyo-chan to Amefuri Kaeru             | 23 ottobre 2002  |         |
| 5  | An Endless Wish to the Shooting Stars 「流れる星につきぬ願いを」 - Nagareru Hoshi Nitsukime Negai woKaho: The Shining Red Shoes 「花穂 - ピッカピッカの赤いくつ」 - Kaho: Pikka-pikka no Akai Kutsu       | 30 ottobre 2002  |         |
| 6  | A Mug of Big Bro and Me 「あにぃとボクのマグカップ」 - Anii to Boku no MagukappuRinrin: If the Spring Wind Blows 「鈴凛 - 西風が吹いたら」 - Rinrin: Nishikaze ga Fuitara                                 | 4 novembre 2002  |         |
| 7  | The Magic Word 「魔法の言葉」 - Mahō no KotobaChikage: A Golden Fruit 「千影 - 金色の果実」 - Chikage: Kin-iro no Kajitsu                                                                                 | 13 novembre 2002 |         |
| 8  | It's Visiting Day 「面会日なのです!」 - Menkaibi Nano Desu!Yotsuba: Broken Unicorn 「四葉 - 壊れたユニコーン」 - Yotsuba: Kowareta Yunikōn                                                                | 20 novembre 2002 |         |
| 9  | Are You Close to Me... Bro? 「そばにいるよね...アニキ」 - Sobani Iruyo ne... AnikiHaruka: My Swinging Heart to the Strip of Paper 「春歌 - 揺れる想いを短冊に...」 - Haruka: Yureru Omoi wo Tanjaku ni... | 27 novembre 2002 |         |
| 10 | The Red String of Fate 「運命の赤い糸」 - Unmei no Akai ItoMarie: In the Sunny Day 「鞠絵 - お天気のいい日は...」 - Otenki no Ii Hi wa...                                                                 | 4 dicembre 2002  |         |
| 11 | The Box of Memories 「思い出の宝箱」 - Omoide no TakarabakoShirayuki: Teaching of Madam 「白雪 - マダムの訓え」 - Shirayuki: Madamu no Oshie                                                              | 11 dicembre 2002 |         |
| 12 | Dear Brother's Restaurant 「お兄さまのレストラン」 - Oni-sama no ResutoranSakuya: Holy Wedding 「咲耶 - ホーリーウエディング」 - Sakuya: Hōrī Uedingu                                                     | 18 dicembre 2002 |         |
| 13 | Pure Christmas 「ピュアクリスマス」 - Pyua Kurisumasu | 25 dicembre 2002 |         |

#### Colonna sonora
Sigla di apertura
- Maboroshi cantata da can/goo

Sigla di chiusura
- Kimi To Ikiteiku cantata da can/goo
- Lyric cantata da Ritsuko Okazaki (ep. 1)
- Sugao cantata da Ritsuko Okazaki (ep. 2)
- Sweet Dreams cantata da Ritsuko Okazaki (ep. 3)
- Sorewa Atashi no Kokoronano cantata da Ritsuko Okazaki (ep. 4)
- Egaoniwa Kanawanai cantata da Ritsuko Okazaki (ep. 5)
- Reminiscence cantata da Ritsuko Okazaki (ep. 6)
- Magie cantata da Ritsuko Okazaki (ep. 7)
- Be Happy, Please! cantata da Ritsuko Okazaki (ep. 8)
- Haru no Yorokobi cantata da Ritsuko Okazaki (ep. 9)
- Mamoritai Hito Ga Ite cantata da Ritsuko Okazaki (ep. 10)
- Issho ni Tabeyo cantata da Ritsuko Okazaki (ep. 11)
- Romantic Connection cantata da Ritsuko Okazaki (ep. 12)